# Sungai Baharu
Sungai Baharu is een bestuurslaag in het regentschap Deli Serdang van de provincie Noord-Sumatra, Indonesië. Sungai Baharu telt 4156 inwoners (volkstelling 2010).